# 中定商店
合名会社中定商店（なかさだしょうてん）は、愛知県知多郡武豊町に本社を置く調味料メーカー。名称は創業者の中川定平に由来する。直売店として「本蔵」があり、資料館として「醸造伝承館」がある。

## 歴史

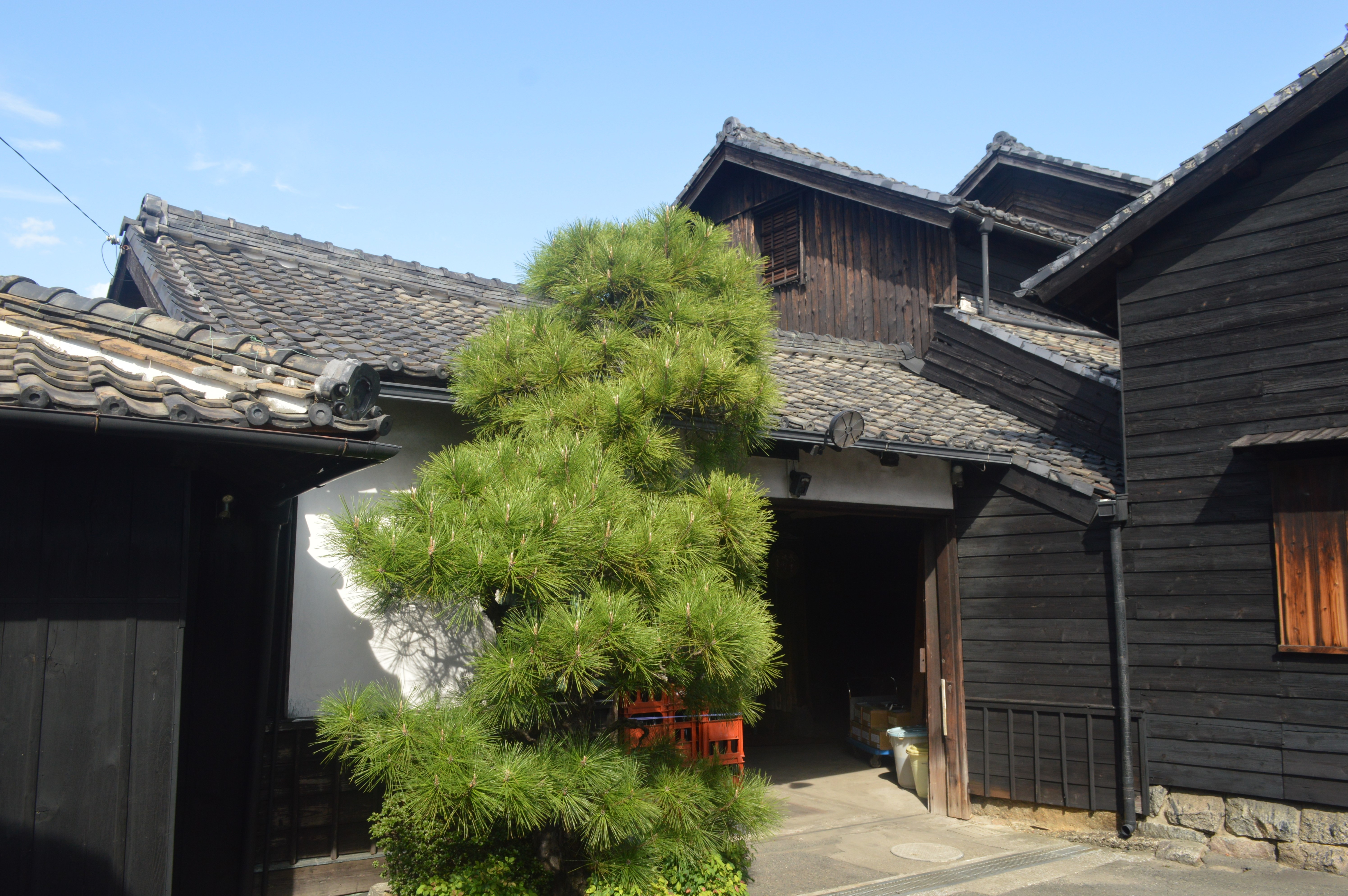
工場

1879年（明治12年）6月、知多郡長尾村（後の武豊町）で初代中川定平が豆味噌とたまり醤油の醸造蔵として創業した。知多半島は温暖な気候と良質な水で知られ、千葉県の銚子や兵庫県の灘と並ぶ「日本三大名醸地」とされることもある。
1916年（大正5年）には大五蔵を、1927年（昭和2年）には昭ニ蔵を、1928年（昭和3年）には昭三蔵を建設した。大正期から昭和初期には生産量を増大させ、名古屋市に第2生産蔵（名古屋醸造所）を開設した。1932年（昭和7年）3月2日には合名会社中定商店を設立した。
1987年（昭和62年）には大五蔵を改装して「醸造伝承館」を開館させた。
2004年（平成16年）には全国味噌鑑評会で農林水産省総合食料局長賞を受賞した。2006年（平成18年）に麦麹を仕入れていた武豊町の麹店が閉店した際には、麹づくりと手作り味噌教室を引き継いだ。2009年（平成21年）には全国味噌鑑評会で農林水産省総合食料局長賞を受賞した。
2010年代には発酵食品ブームが到来し、新商品として発売した塩麹や甘酒のもとが人気商品となった。2016年（平成28年）の売り上げは10年前の約2倍となっている。2015年（平成27年）には蔵の一つをギャラリーとして貸出し、2016年（平成28年）10月と11月には音楽の演奏会を開催した。2016年（平成28年）には「中定商店大五蔵」、「中定商店昭二蔵」、「中定商店昭三蔵」が登録有形文化財に登録された。
2019年（平成31年）には愛知県味噌溜醤油工業協同組合品評会で愛知県知事賞を受賞した。

## 建築物
大五蔵（醸造伝承館）
1916年（大正5年）に建築されたことから大五蔵という名前となった。木造2階建ての土蔵であり、2本の太い柱で支える構造が特徴である。建築面積は106m2。仕込み蔵として建てられ、現在は資料館となっている。2016年（平成28年）には登録有形文化財に登録された。
昭二蔵
1927年（昭和2年）に建築されたことから昭二蔵という名前となった。昭二蔵と昭三蔵は木造平屋建てであるが、キングポストトラスという洋風の技法を用いて広い空間を実現している。建築面積は87m2であり、事務所兼店舗として使われている。2016年（平成28年）には登録有形文化財に登録された。
昭三蔵
1928年（昭和3年）に建築されたことから昭三蔵という名前となった。建築面積は202m2であり、イベントスペースとして使われている。2016年（平成28年）には登録有形文化財に登録された。

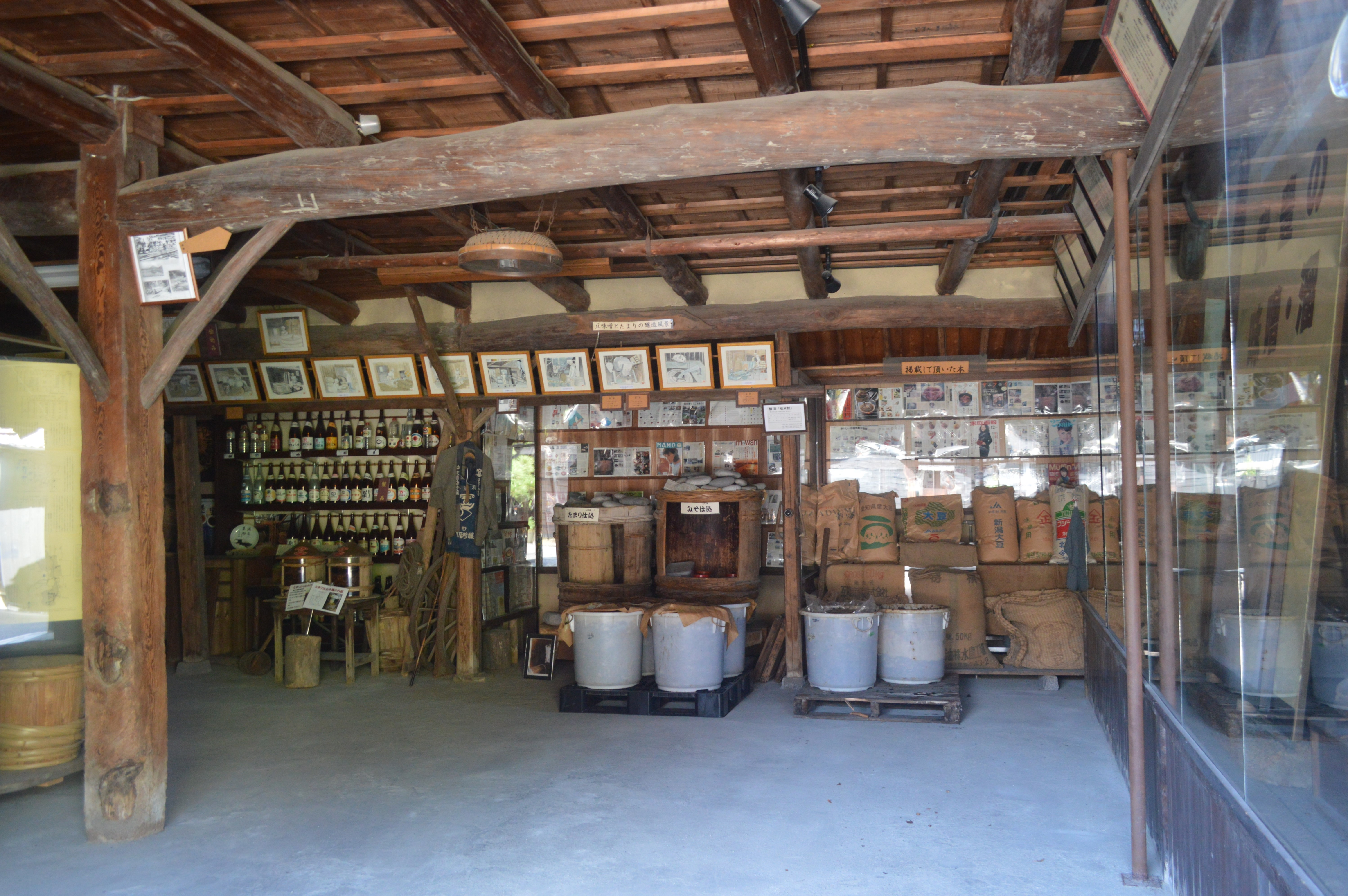
大五蔵（醸造伝承館）
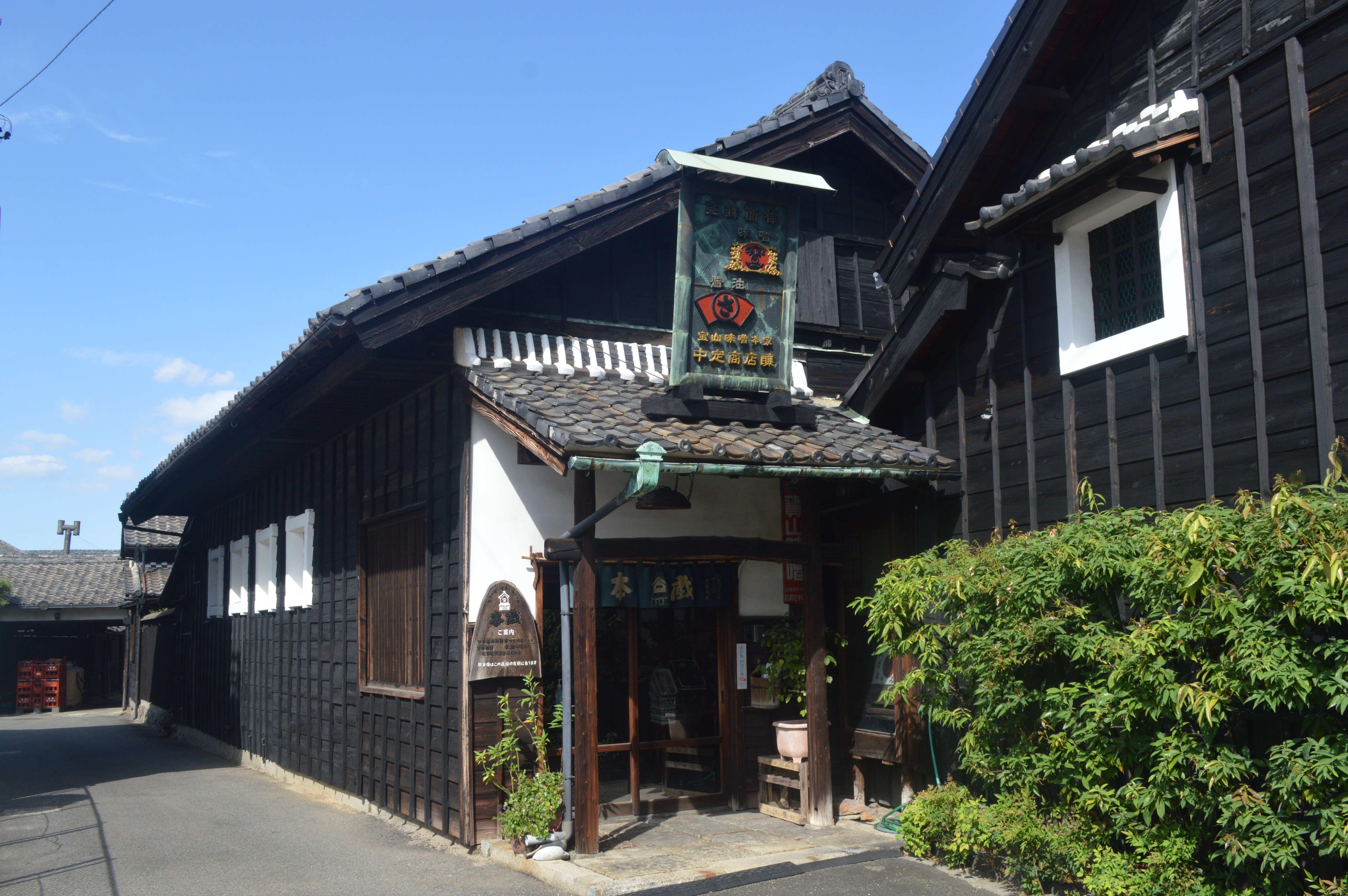
昭二蔵
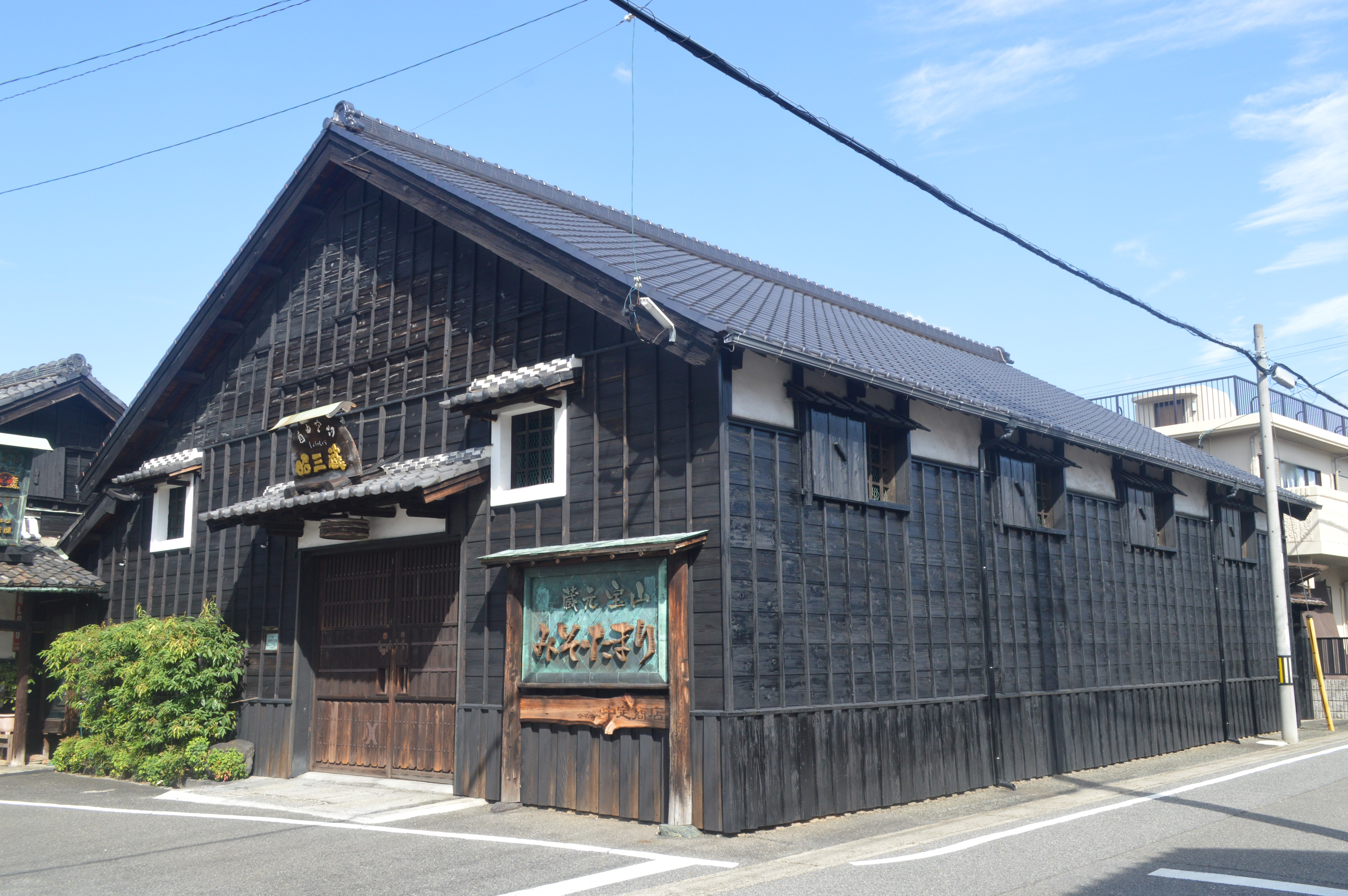
昭三蔵

## 商品
主力商品の豆味噌は北海道産の大豆を使用しており、木桶で3年間の長期熟成を行う。たまり醤油も国産大豆を使い、3年間の天然醸造を行う。
- 豆味噌
- たまり醤油
- おかず味噌
- 甘酒の素
- 麹
- 手作り味噌セット
- 大豆

## 直売店・醸造伝承館
- 開館時間 - 9:00～17:30：醸造伝承館は3時間前までに予約必要。
- 休館日 - 土曜・日曜・祝日
- 所在地 - 470-2343 愛知県知多郡武豊町小迎51
- アクセス - JR武豊線 武豊駅から徒歩で約4分、または名鉄河和線 知多武豊駅から徒歩で約13分。